# Chariochilus
Chariochilus är ett släkte av skalbaggar. Chariochilus ingår i familjen Melolonthidae.
Kladogram enligt Catalogue of Life:
| Chariochilus | \| \| Chariochilus costipennis \| \| \| \| \| \| Chariochilus metallescens \| \| \| \| |
|              | \| \| Chariochilus costipennis \| \| \| \| \| \| Chariochilus metallescens \| \| \| \| |
|              | Chariochilus costipennis                                                               |
|              |                                                                                        |
|              | Chariochilus metallescens                                                              |
|              |                                                                                        |